# ایتاکی
ایتاکی (به پرتغالی: Itaqui) یک منطقهٔ مسکونی در برزیل است که در ریو گرانده جنوبی واقع شده‌است. ایتاکی ۳٬۴۰۶ کیلومتر مربع مساحت و ۳۷٬۴۸۹ نفر جمعیت دارد و ۵۷ متر بالاتر از سطح دریا واقع شده‌است.